# Rut Arnonová
Rut Arnonová (hebrejsky: רות ארנון; narozena 1. června 1933) je izraelská biochemička a imunoložka, která se podílela na vývoji léku Copaxone (obecný název glatiramer acetát), který významně snižuje četnost relapsů u pacientů s roztroušenou sklerózou. Je profesorkou na Weizmannově institutu věd a od roku 2010 prezidentkou Izraelské akademie věd a klasického vzdělávání.
V roce 1957 začala pracovat na doktorátu na izraelském Weitzmannově vědeckém institutu pod vedením Michaela Sely. V následujících desetiletích spolupracovala se Selou na mnoha projektech, včetně vývoje přípravku Copaxone. Arnonová také vynalezla syntetickou vakcínu proti chřipce podávanou nosem a publikoval více než čtyři sta článků, kapitol a knih o imunologii a biochemii. V roce 2001 získala Izraelskou cenu za lékařství.

## Biografie
Narodila se v roce 1933 v Tel Avivu. Od malička byla ctižádostivá a zvídavá, a tak ji starší sourozenci naučili číst a počítat ještě v mateřské škole, a proto byla přijata rovnou do druhé třídy základní školy. Když tam ve třinácti letech dokončila školní docházku, podařilo se její matce přesvědčit ředitele hebrejského gymnázia Herzlija, aby jí umožnil tam začít studovat. V patnácti letech už přesně věděla, že se chce věnovat vědeckým principům v  medicíně. Pokračovala ve studiu chemie na Hebrejské univerzitě v Jeruzalémě. Vstoupila do zvláštního studijního programu Izraelských obranných sil, který ji během akademického školního roku umožnil studovat a podle něhož absolvovala vojenský výcvik během letních měsíců. V roce 1955 získala titul magistr a následující dva roky sloužila jako důstojnice izraelské armády. Provdala se za inženýra Uriela Arnona, se kterým má dvě děti: dceru Michal (* 1957) a syna Jorama (* 1961).

## Vědecká kariéra

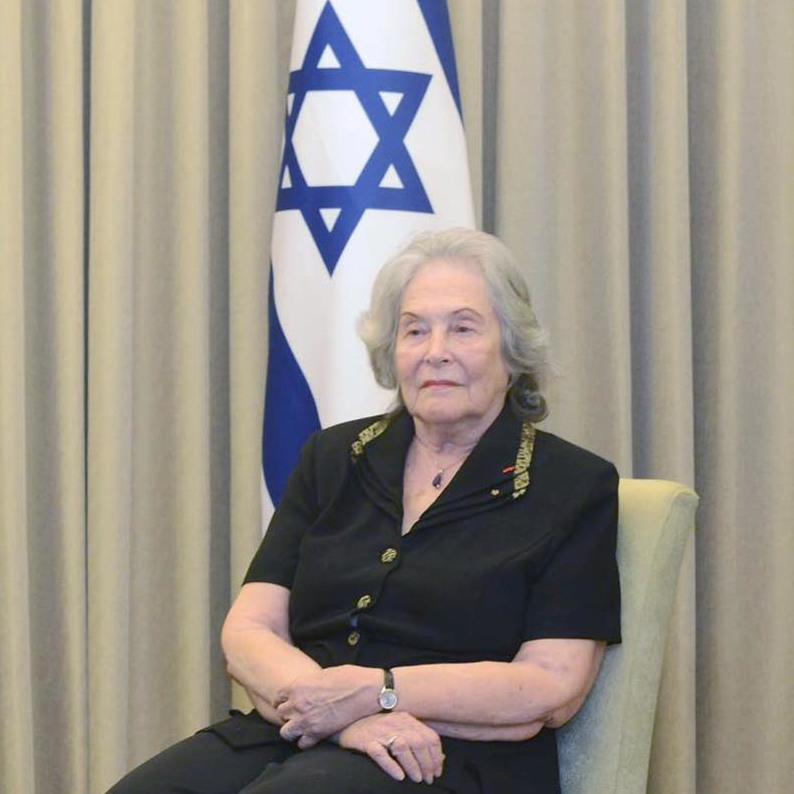
Ruth Arnon v roce 2015

Arnonová nastoupila do Weizmannova institutu v roce 1960 a začala pracovat na svém doktorátu pod vedením Michaela Sely. Většinu svého života se věnuje oboru imunologie. Během svého působení ve Weizmannově institutu zastávala funkci vedoucí katedry chemické imunologie (1975–1978), děkanky biologické fakulty (1985–1988), ředitelky MacArthurova centra pro parazitologii (1984–1994), viceprezidentky pro mezinárodní vědecké vztahy (1995–1997) a viceprezidentky ústavu (1988–1992) a viceprezidentky pro mezinárodní vědecké vztahy (1995–1997). V letech 1958–1994 působila jako ředitelka MacArthurova centra pro molekulární biologii tropických nemocí. Velkou část své vědecké kariéry věnovala Arnonová vývoji očkování a výzkumu rakoviny. Jedním z jejích největších vědeckých přínosů byla spolupráce s profesorem Michaelem Selou na vývoji léku na roztroušenou sklerózu s názvem Copaxone. Vývoj Copaxonu začal úspěšnou syntézou prvního syntetického antigenu. Spolu s doktorandkou Devorah Tietelbaumovou zjistili, že materiál synteticky vyrobený v laboratoři dokáže potlačit onemocnění zjištěné u zvířat, které je modelem roztroušené sklerózy. Po třiceti letech výzkumu byl Copaxone schválen pro lékařské použití.

## Ocenění
Za svou výzkumnou práci obdržela profesorka Arnonová několik ocenění, mezi něž patří například Rothschildova cena za biologii. V roce 1998 získala, společně s Michaelem Selou, Wolfovu cenu za lékařství, a to za „významné objevy na poli imunologie.“ V roce 2001 ji byla udělena Izraelská cena za lékařství. Izraelská cena je udílena od roku 1953 a patří mezi nejvyšší izraelská státní vyznamenání.